# Ярци
Ярци (серб. Јарци / Jarci) — село в общине Вишеград Республики Сербской Боснии и Герцеговины. В настоящее время село необитаемо.